# Veïnat del Regàs
El Veïnat del Regàs és una entitat de població del municipi de Riudellots de la Selva, a la comarca catalana de la Selva. En el cens de 2022 tenia 53 habitants.